# Jordanoleiopus machadoi
Jordanoleiopus machadoi är en skalbaggsart som beskrevs av Stefan von Breuning 1959. Jordanoleiopus machadoi ingår i släktet Jordanoleiopus och familjen långhorningar.
Artens utbredningsområde är Angola. Inga underarter finns listade i Catalogue of Life.